# Skalka nad Váhom
Skalka nad Váhom je naseljeno mjesto u okrugu Trenčín u  Trenčínskom kraju u Slovačkoj.

## Stanovništvo
| Godina:     | 1994. | 2004.    | 2014.   | 2024.   |
| ----------- | ----- | -------- | ------- | ------- |
| Broj ljudi: | 974   | 1077     | 1173    | 1278    |
| Razlika:    |       | +10,57 % | +8,91 % | +8,95 % |

| Godina:     | 2023. | 2024.   |
| ----------- | ----- | ------- |
| Broj ljudi: | 1226  | 1278    |
| Razlika:    |       | +4,24 % |

Prema podacima o broju stanovnika iz 2024. godine naselje je imalo 1278 stanovnika.

## Vanjske poveznice
|  | Zajednički poslužitelj ima još gradiva o temi Skalka nad Váhom |

- Službena stranica naselja (sl.)